# Monastère royal de San Jerónimo (Grenade)

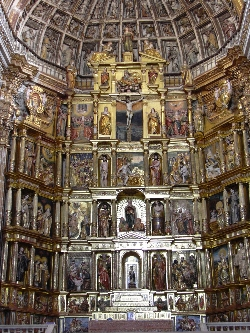
Retable de l'église de San Jerónimo.

Le monastère royal de San Jerónimo de Grenade est un édifice religieux de la Renaissance formé par l'église et le monastère situé dans la ville espagnole de Grenade, en Andalousie.
Actuellement, il est classé comme BIC (bien d'intérêt culturel) et postérieurement le monastère a été déclaré monument historique-artistique appartenant au Trésor artistique national par un arrêté du 3 juin 1931 .

## Histoire
Sa fondation, antérieure à la prise de la ville, est due aux Rois catholiques. L'ensemble a commencé à être édifié en 1504. L'œuvre est due principalement à Diego de Siloé, bien qu'ont participé à sa construction d'autres architectes et artistes, comme Jacobo Florentino, Juan d'Aragon, Juan Bautista Vázquez el Mozo, Pedro de Orea et Pablo de Rojas, les trois derniers étant de l'école grenadine. 
Après bien des vicissitudes adverses, comme l'invasion napoléonienne et l'expulsion de l'Ordre Jéronimesque, qui ont presque causé la ruine du complexe, l'État a décidé de sa restauration, qui a été menée à terme entre 1916 et 1920 par l'architecte Fernando Wilhelmi.
À partir de 1963, la tour de l'église a été reconstruite, après sa destruction par les français pendant l'invasion napoléonienne.
Le temple a été le premier au monde à être consacré à l'Immaculée Conception.